# Tomaš Babić
Tomaš Babić, hrvaški frančiškan in jezikoslovec, * 1680, † 1750.

## Dela
- Gramatika (Benetke, 1712)